# Preis für Popkultur 2021
Der Preis für Popkultur 2021 war die fünfte Verleihung des deutschen Musikpreises. Der Preis wird vom Verein Förderung der Popkultur e. V. verliehen. Die Verleihung von 2020 wurde wegen der COVID-19-Pandemie in Deutschland abgesagt.
Die Veranstaltung fand am 6. Oktober 2021 zum ersten Mal im Tipi am Kanzleramt in Berlin statt. Moderatoren waren Jo Schück und Hadnet Tesfai. Zum Rahmenprogramm gehörten Liveauftritte von Ätna, Badmómzjay, Danger Dan, No Angels und Schmyt.
Mit drei Awards war Danger Dan der Sieger des Abends. Mit vier Nominierungen führte er auch die Nominierungsliste an.
Den Preis für ihr Lebenswerk erhielt die Popgruppe No Angels (vertreten durch Lucy Diakovska, Jessica Wahls und Nadja Benaissa).

## Gewinner und Nominierte
| Lieblings-Solokünstlerin | Lieblings-Solokünstler |
| --- | --- |
| Mine – Hinüber - Elif – Nacht - Haiyti – Influencer - Nura – Niemals Stress mit Bullen - Shirin David – Ich darf das | Danger Dan – Das ist alles von der Kunstfreiheit gedeckt - Drangsal – Mädchen sind die schönsten Jungs - Max Herre – Athen - Fatoni – Andorra - Roosevelt – Polydans - Sam Vance-Law – NDW EP |
| Lieblingsband | Lieblingsproduzent |
| Giant Rooks – Rookery Die Ärzte – Hell - Ätna – Grinding - K.I.Z – Rap über Hass - Leoniden – Complex Happenings Reduced to a Simple Design | Markus Ganter – für AnnenMayKantereit, Leoniden - Jasmin Stocker – Hinüber u. a. - Novaa – The Futurist - Tim Tautorat – Wir bauten uns Amerika (Provinz) (Dendemann) - Tua – Melancholie     |
| Lieblingsalbum | Lieblingslied |
| Danger Dan – Das ist alles von der Kunstfreiheit gedeckt - Giant Rooks – Rookery - K.I.Z – Rap über Hass - Mine – Hinüber - The Notwist – Vertigo Days | Danger Dan – Das ist alles von der Kunstfreiheit gedeckt - Betterov – Dussmann - Drangsal – Mädchen sind die schönsten Jungs - Nura – Niemals Stress mit Bullen - Zoe Wees – Girls Like Us    |
| Lieblingsvideo | Hoffnungsvollste*r Newcomer*in |
| Mine feat. Sophie Hunger – Hinüber - Beatsteaks – After Hours - Danger Dan – Lauf davon - K.I.Z – Ich ficke euch (alle) - Von Wegen Lisbeth – L.ost | Zoe Wees – Golden Wings - Badmómzjay – 18 - Betterov – Dussmann - Edwin Rosen – leichter//kälter - Schmyt – Gift                                                                              |
| Schönste Geschichte | Spannendste Idee / Kampagne |
| Cui Bono: WTF happened to Ken Jebsen? (Podcast) - 90220 – Ein Jahr in Hanau (Podcast) - Die Carolin Kebekus Show – Kein Rock am Ring - Kurt Krömer & Torsten Sträter – Chez Krömer S04 E01 - Torsten Groß (Rolling Stone) – Back to Live - ZDF Magazin Royale – Träume nicht dein Leben, sondern… zieh’ nach Dubai! | Deutschrap:metoo - Alarmstufe Rot - Kulturgesichter – #ohneunsiststill - Joko und Klaas – Pflege ist #NichtSelbstverständlich - Tour D’Amour                                                  |
| Gelebte Popkultur | Lifetime Achievement |
| Tour D’Amour – #leavenoonebehind - Galerie Arschgeweih - Landstreicher – Picknick Konzerte - Music Declares Emergency Germany – No Music on a Dead Planet - United We Stream – Festival | No Angels |